# Вулиця Низинна (Тернопіль)
Вулиця Низинна — одна з вулиць в мікрорайоні «Пронятин» міста Тернополя. Розташована в зниженні неподалік річки Серет на сході мікрорайону.

## Відомості
Вулиця була приєднана до Тернополя як частина колишнього села Пронятин у 1985 році. Розпочинається від вулиці Мирної, пролягає дугою до вулиці Зарічної, де і закінчується. На вулиці розташовані приватні будинки.